# 塔瓦省
14°48′45″N 5°22′58″E / 14.81250°N 5.38278°E

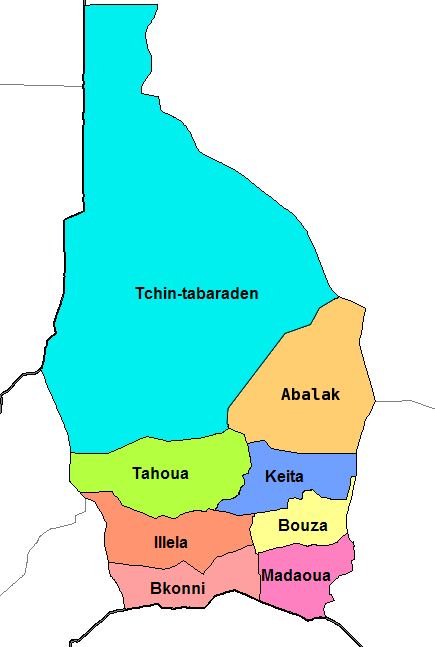

塔瓦省（法語：Tahoua），是尼日爾的省份，位於該國西部，由塔瓦大區負責管轄，北面是欽塔巴拉登省，面積9,743平方公里，2001年人口500,361，人口密度每平方公里51.4人。